# Jukiv, Zolociv
Jukiv (în ucraineană Жуків) este localitatea de reședință a comunei Jukiv din raionul Zolociv, regiunea Liov, Ucraina.

## Demografie
Componența lingvistică a localității Jukiv
     Ucraineană (99,41%)
     Alte limbi (0,2%)
Conform recensământului din 2001, majoritatea populației localității Jukiv era vorbitoare de ucraineană (99,41%), existând în minoritate și vorbitori de alte limbi.